# Rozwój iteratywny
Rozwój iteratywny - hipoteza dotycząca powstawania bardzo zbliżonych form z jednej (mało zmiennej) formy wyjściowej w różnych okresach rozwoju ewolucyjnego. Mógłby zachodzić np. pod wpływem zwolnienia się tej samej lub podobnej niszy ekologicznej.
Można ją również traktować jako odmianę paralelizmu ewolucyjnego.